# Noemi Rüegg
Noemi Rüegg   (Zúric, 19 d'abril de 2001) és una ciclista suïssa. Actualment corre per a l'equip ciclista americà EF-Oatly-Cannondale de categoria UCI Women's ProTeam.
A inicis del 2025, mentre competia al Women's Tour Down Under, va aconseguir les seves tres primeres victòries en l'UCI Women's WorldTour: la victòria a la segona etapa, a la classificació general i a la classificació dela esprints.

## Palmarès en ciclisme de carretera
- 2018
  -  Campiona de Suïssa en ruta júnior
  -  Campiona de Suïssa en contrarellotge júnior
- 2019
  -  Campiona de Suïssa en ruta júnior
  -  Campiona de Suïssa en contrarellotge júnior
- 2022
  -  Campiona de Suïssa en ruta sub-23
  -  Campiona de Suïssa en contrarellotge sub-23
- 2023
  -  Campiona de Suïssa en contrarellotge sub-23
- 2024
  -  Campiona de Suïssa en ruta
  - 1a al Trofeu Felanitx-Colònia de Sant Jordi (Ses Salines)[3]
- 2025
  -  1a a la Women's Tour Down Under. Vencedora d'una etapa i de la  classificació dels esprints

### Resultats a les Grans Voltes

#### Giro d'Itàlia
- 2020: 34a posició

#### Tour de França
- 2022: 105a posició
- 2024: 42a posició
- 2025: 60a posició

#### Volta a Espanya
- 2023: 68a posició

## Palmarès en ciclocròs
- 2017-2018
  -  Campiona de Suïssa júnior
- 2018-2019
  -  Campiona de Suïssa júnior